# Bryggen (Bergen)
60°23′51″N 5°19′24″Ø / 60.39750°N 5.32333°Ø
 For alternative betydninger, se Bryggen. (Se også artikler, som begynder med Bryggen)
Bryggen, indtil 1945 kendt som Tyskebryggen, er en serie hanseatiske forretningsbygninger som ligger side om side ved den østlige side af fjorden som leder ind til Bergen i Norge. Bryggen har siden 1979 været på UNESCOs verdensarvsliste, og er i dag Norges tredje mest besøgte turistattraktion.
I 1900-tallet sluttede man med den oprindelige brug af bryggeområdet. Med ændringerne i handelsvirksomhederne og indføringen af nye kommunikationsformer blev gamle handelstraditioner brudt. Verdenskulturmindet er rester af den gamle havnebebyggelse og er et af Norges bedst bevarede steder fra middelalderen.
Bebyggelsen blev genrejst efter en brand i 1702, og efter sanering og brande i vort århundrede står ca. en fjerdedel tilbage. Bygningerne er opført af træ i såkaldte "gårde", lange husrækker på en eller to sider af en fælles gårdspassage. I bageste del ligger en del stenkældre, som går tilbage til 14-1500-tallet. Området er i dag en levende historisk bydel med 61 fredede bygninger.

## Historie
- Bryggen.
- Havnepanorama.
- Bryggen ved nat.
- Kort video af en vandring gennem Bryggen.

Fra 1360 til 1754 var Bryggen hovedcenteret for den hanseatiske handelsvirksomhed i Norge. Hansakompagniet var for øvrig også nordens første handelskompagni
Navnet Bryggen eller Bryggene stammer helt tilbage i sagatiden. I slutningen af middelalderen, i forbindelse med at Bryggen opstod som et hanseatisk handelssted, dukker navneformen Tyskerbryggen op, på samme måde som Mariakirken blev omtalt som Tyskerkirken, fordi der blev holdt gudstjenester på tysk der frem til 1868. Senere blev formen Tyskerbryggen enerådende. 25. maj 1945 vedtog Bergen bystyre, at navnet i fremtiden skulle være Bryggen.
Byen Bergen blev grundlagt i 1070. 1343 oprettede Hanseforbundet en handelsafdeling i byen. Da kontorerne ikke kunne være selvstændige medlemmer af Hanseforbundet, blev afdelingen underordnet Hansebyen Lübeck. 1365 blev der etableret et kontor for Hansestæderne i byen. De omkring 20 ved siden af hinanden liggende gårde, blev hurtigt til et bolig- og handelskvarter, og byen udviklede sig til en vigtig handelsby. Bryggens administrative bygninger husede handelsmænd fra mange områder, men især fra det nordlige Tyskland. I blomstringstiden udgjorde tyske handelsmænd og håndværkere en fjerdedel af byens indbyggere. For at undgå brande i det tæt bebyggede kvarter, var alle bygninger uopvarmet. De eneste opvarmede rum befandt sig i de tilbageliggende stenhuse, kaldt "Schøtstuerne" fra 1400- og 1500-tallet, som Hansefolkene også anvendte til forsamlings- og retslokaler. Pakhusene var fyldt med varer, især fisk fra Nordnorge, der blev byttet mod korn fra det øvrige Europa.
Gennem historien har Bergen oplevet mange brande, idet husene traditionelt var bygget af træ. Dette var også tilfældet for Bryggen, og ca. 25 % af husene er fra efter bybranden i 1702. Eksplosionsulykken 20. april 1945 satte fart i planerne om at nedrive hele området, og den tyske rigskommissær i Norge, Josef Terboven, fandt støtte hos fagfolk i Bergen kommune i sit ønske om at jævne Bryggen med jorden. Set med Josef Terbovens øjne var det labyrintiske system af gårde velegnet til at skjule modstandsfolk, som f.eks Theta-gruppen og deres radiosender. Den tyske professor Hermann Phleps fra Den tekniske højskole i Danzig foretog en grundig undersøgelse af de raserede bygninger og konkluderede, at "det tyske kvarter" kunne reddes med enkle midler.
Eksplosionen havde også løftet Bryggen i vejret og ladet den falde ned igen på underlaget, så man måtte tage donkraft i brug for at få husene nogenlunde i vinkel igen. Men sikringen var udført, ikke mindst til glæde for arkitekt Halvor Vreim fra Riksantikvaren, som allerede havde afskrevet Bryggen.

## Bryggens museer
Bryggens Museum blev indviet i 1976. Bygningerne er rejst på brandtomten efter en brand i 1955. På brandtomten blev der igennem arkæologiske udgravninger afdækket gamle bygningsrester. Disse danner basis for museet og kan ses i den permanente udstilling. Museet har også skiftende udstillinger.
Det Hanseatiske museum i Finnegården fra 1704 beskriver den hanseatiske periode i Bergen. På museet kan man blandt andet se en autentisk handelsstue med købmandens kontor, sovepladser for drengene og gæsteværelset. Alle genstandene i museet er originale og overvejende samlet fra gårdene på Bryggen. Finnegården er først omtalt i 1403, men er nok fra højmiddelalderen. Det norrøne navn Finngarðr kan have sammenhæng med mandsnavnet Finn eller med Finne-ætten fra Voss. Finnegården var en enkeltgård og helt ud norskejet i 1403; men i 1414 var ejerne tyske. Handelsstuen i Finnegården var Det tyske Kontors største, og mere flot udstyret end de andre. Conrad Krøll, som havde hamburgerstue i gården, fik norsk borgerskab i 1638. Ved omreguleringer af gadenettet efter bybranden i 1702, fik Finnegården som erstatning grunden, hvor gårdene Skapten, Ridstaden og Bollegård lå, før de brændte ned i 1476. Den sidste tyske ejer i Finnegården var Georg Hinrich Voss 1811–44. Johan Wilhelm Wiberg drev nordlandshandel i gården 1866–98. Han tog godt vare på Finnegårdens interiør og samlede genstande fra andre gårde for at bevare mest muligt af Bryggens gamle handelsmiljø. Det var starten på Det Hanseatiske Museum, som hans søn Johan Christian Koren Wiberg videreudviklede. Finnegården blev købt af Bergen kommune i 1916 for at forhindre rivning. Finnegårdskilden blev benyttet i drikkevandsforsyningen før byen fik et offentligt vandværk. 
På den anden side af Bryggen finder man Schøtstuerne ved siden af Mariakirken. Bygningerne var forsamlingslokaler for hanseaterne om vinteren. Af hensyn til brandfaren var Schøtstuene placeret fritstående i forhold til gårdene. I vinterhalvåret blev de varme måltider serveret her, ellers blev bygningerne brugt til undervisning og som rets-, møde- og festlokale. Museet består af tre forsamlingslokaler og et ildhus (køkken).

## Svensgården
Over indgangen til Svensgården hænger et udskåret hoved med tre ansigter i træ, en kopi af en original i marmor. Konservator Jan Hendrich Lexow har i årbog for Stavanger museum i 1957 argumenteret for, at originalen var en gave til kong Håkon 4. Håkonsson fra den tysk-romerske kejser Frederik 2. Lexow mente, hovedet måtte være lavet af en billedhugger i Syditalien som et symbol på den treenige Gud. Frederik 2. holdt hof i Palermo. Han og Håkon 4. udvekslede gaver, og Lexow mente, hovedet netop kan være sådan en gave fra perioden 1230-40. Videre antog han, at hovedet fik en central plads i Store Kristkirke, der lå nord for Håkonshallen og var kroningskirke for de norske konger. Da Store Kristkirke blev revet ned på ordre fra Eske Bille i 1531, mente Lexow, at hanseaterne tog vare på hovedet og anvendte det som mærke for Svensgården, der på denne tid blev genopbygget efter en brand. En sådan markering af gårdene var vigtig på et tidspunkt, hvor mange hverken kunne læse eller skrive. Hovedet på Svensgården har få paralleller i europæisk kunst, og udformningen af næser, munde og skæg peger efter Lexows mening mod antikken, da det kristne gudebillede var påvirket af portrætter af Zeus. 

## Turisme
Foruden museerne, kan man besøge Galleri Bryggen og Bryggen Kunstskole. I nærheden ligger Mariakirken, Håkonshallen, fæstningen Bergenhus, markedspladsen fisketorvet, kabelbanen Fløybanen og pladsen Torgallmenningen.
På Bryggen er der flere hoteller og overnatningssteder. Der er gåafstand til Færgehavnen, Universitetet i Bergen, Akvariet i Nordnes, Johanneskirken, Korskirken og flere museer og udstillinger. Bryggen er det sidste stoppested med lufthavnsbussen fra Bergen til Lufthavnen.